# Federação Mundial de Tiro com Arco
A Federação Mundial de Tiro com Arco (WA, do inglês World Archery Federation), originalmente Federação Internacional de Tiro com Arco (FITA, do francês Fédération Internationale de Tir à l'Arc) é a instituição esportiva que regulamenta o tiro com arco.
Sua sede localiza-se em Lausanne, na Suíça, sendo composta por 141  países-membro e tendo o reconhecimento do Comitê Olímpico Internacional.

## História
A WA foi fundada como FITA em 4 de setembro de 1931, na Lviv, Ucrânia por sete países: França, Checoslováquia, Suécia, Polônia, Estados Unidos, Hungria e Itália.
A nova organização foi criada com o intuito de regulamentar as leis que regiam as competições de tiro com arco, tornado o esporte apto a voltar a integrar o programa dos Jogos Olímpicos (a última aparição havia sido em Antuérpia 1920). O esporte foi finalmente reincorporado nos Jogos Olímpicos de 1972 em Munique.
A FITA iniciou seus trabalhos organizando anualmente o Campeonato Mundial de Tiro com Arco, já em 1931. A partir de 1959 o campeonato tornou-se bienal.